# Eletrólise da água
A Eletrólise da água é a decomposição química da água (H2O) em oxigênio (O2) e hidrogênio (H2) por efeito da passagem de uma corrente eléctrica pela água (ver: Separação da água). No entanto, este processo eletrolítico raramente é usado em aplicações industriais uma vez que o hidrogênio pode ser produzido mais acessivelmente através de combustíveis fósseis.
Uma fonte de energia eléctrica está ligada a dois eléctrodos (geralmente feitos a partir de alguns metais inertes como a platina ou o aço inoxidável, no caso da imagem 1, é usada a grafite) que estão colocados na água. Se tudo estiver corretamente montado, origina-se hidrogênio no cátodo (o eléctrodo ligado ao terminal negativo da fonte de energia) e oxigênio no ânodo (o eléctrodo ligado ao terminal positivo da fonte de energia).
É necessária uma enorme quantidade de energia para fazer a electrólise da água pura uma vez que esta não é boa condutora eléctrica. Sem o excesso de energia a electrólise da água pura ocorre muito lentamente. Isto deve-se á limitada auto-ionização da água: a cada 555 milhões de moléculas, somente uma se ioniza. A condutividade eléctrica da água pura é cerca de um milhão de vezes menor que a da água do mar. A eficácia da electrólise da água pode ser aumentada adicionando um electrólito (como sal, um ácido ou uma base) e/ou utilizando eletro catalisadores.
Equação Química:2H2O = 2H2 + O2
|                              |                                         |
| Imagem 1:Eletrólise da água. | Imagem 2:Vídeo demonstrando o processo. |

## História

Funcionamento de uma célula de combustível.

Jan Rudolph Deiman e Adriaan Paets van Troostwijk usaram em 1789 uma máquina electro estática para produzir eletricidade que foi descarregada em eletrodos de ouro em uma garrafa de Leyden com água. Em 1800, Alessandro Volta inventou a pilha. Algumas semanas mais tarde William Nicholson e Anthony Carlisle usaram-na para a eletrólise da água. Quando Zénobe Gramme inventou a máquina de Gramme, em 1869, a eletrólise da água tornou-se um método barato para a produção de hidrogênio.

A célula de combustível, que gera eletricidade combinando O2 e H2, foi inventada em 1838 por William Robert Grove. As células de combustível geram eletricidade através de eletrólise reversa, processo inverso da eletrólise.